# Karl, Prinț de Hohenzollern-Sigmaringen
Karl, Prinț de Hohenzollern-Sigmaringen (20 februarie 1785 ― 11 martie 1853) a fost Prinț de Hohenzollern-Sigmaringen din 1831 până în 1848. A fost bunicul regelui Carol I al României.

## Biografie
În timpul Revoluției germane de la 1848 Karl a abdicat în favoarea fiului său, Karl Anton, la 27 august 1848.
După decesul primei sale soții, Marie Antoinette Murat la 19 ianuarie 1847, la 14 martie 1848 Karl se căsătorește cu Katharina von Hohenlohe-Waldenburg-Schillingsfürst (1817–1893), fiica prințului Karl Albrecht von Hohenlohe-Waldenburg-Schillingsfürst și văduva contelui Franz Erwin von Ingelheim.
A murit la 11 martie 1853 la Bologna în timpul unei călătorii la Roma.

## Copii
Din prima căsătorie a avut următorii copii:
- Karoline von Hohenzollern-Sigmaringen (1810–1885) căsătorită prima dată în 1839 cu Graf Friedrich Franz Anton von Hohenzollern-Hechingen (1790-1847); a doua oară s- căsătorit în 1850 cu Johann Stäger von Waldburg (1822–1882)
- Karl Anton(1811–1885), Prinț de Hohenzollern, ministru prusac, căsătorit în 1834 cu Prințesa Josephine de Baden (1813–1900)
- Prințesa Amalie de Hohenzollern-Sigmaringen (1815–1841), căsătorită în 1835 cu Prințul Eduard de Saxa-Altenburg (1804-1852)
- Friederike von Hohenzollern-Sigmaringen (1820–1906), căsătorită în 1844 cu Gioacchino Napoleone Pepoli (1825–1881)